# Gewende
Das Gewende, auch Gewand, ist das Umwenden, Wenden des Pfluges in der Landwirtschaft am Feldende und hat sich auf das Flächenmaß übertragen.
Das Gewende, auch nur Gewend, war ein Flächenmaß in Königsberg. In Böhmen bezeichnete man das Maß mit Gewendt, was einem Morgen entsprach.
- Königsberg 1 Gewende = 6,2655 Ar
- Böhmen 1 Gewendt = 3 Quadrat-Landseil = 28,7358 Ar

Im Fränkisches Feldmaßsystem
- 1 Hufe = 12 × 270 Ruten = 3 Felder = 3 × 12 × 90 Ruten = 8,0789 Hektar = 24,236888 Hektar
  - 1 Feld = 3 Gewende
    - 1 Gewende = 12 × 30 Ruten = 2,692988 Hektar
- Italien/Kampanien 1 Versus  = 8.7854 Ar[3]